# 松宮宏
松宮 宏（まつみや ひろし、1957年 - ）は、日本の小説家。大阪府大阪市出身。大阪府立生野高等学校を経て、1980年大阪市立大学文学部心理学科卒業。デザインビジネスのコンサルタントでもある。

## 小説家として
2000年の日本ファンタジーノベル大賞で『こいわらい』が最終選考に残る。6年後にマガジンハウスから出版。2007年の「Tokyo Project Gathering」でもプレゼンされた。
『こいわらい』の続編となる『燻り亦蔵』については、幻冬舎の文芸誌で書評家の香山二三郎が「全く新しい剣術小説」と評した。
敬愛する作家は、藤沢周平、アガサ・クリスティ、ジョン・グリシャム、エルモア・レナード。

### 作品
こいわらい（2006年10月19日 マガジンハウス)ISBN 978-4838717194

舞台：京都

メグルが鴨川の河原で拾った棒は500年前の桜の古木だった。交通事故で両親を失ったメグルは自身も脳に障害を抱えるが、剣術遣いの才能が開花する。大金持ちの「用心棒バイト」に雇われ、夜な夜なチンピラをやっつける中、最強の敵が現れる。そんな時、棒を使う技が古伝書によって「こいわらい」と知る。剣術+サスペンス、現代の京都を舞台にした雅にあふれる冒険小説

燻り亦蔵（2007年7月19日 マガジンハウス）ISBN 978-4838717651

舞台：京都、ニューヨーク

路上喫煙が全面的に禁止になったニューヨークで、58歳のリストラ社員亦蔵はタバコを吸い続け、逮捕され続ける。売上が減り続けるタバコ産業は亦蔵を利用しようともくろみ、策略はワシントンを舞い込む政争へ発展、マフィアの殺し屋が亦蔵を狙う。会長が用心棒としてメグルを派遣する。亦蔵が最後の出所を迎えるニューヨーク警察でメグルの秘剣が炸裂する。ワシントンやFBI、マフィアを巻き込んだ大活劇。

はるよこい（2009年3月19日、PHP研究所）ISBN 978-4569705651

舞台：大阪道修町、東京新宿

新開発の女性向け「媚薬」がしがない薬屋を長者へ仕立て上げる。
その陰で没落するIT企業が悪意を持って引きづりおろそうとするが、智恵と勇気で戦いを挑んでいく。大阪道修町にある老舗町薬局の逆転。エロチックな冒険小説。

秘剣こいわらい（2013年1月16日、講談社）ISBN 978-4062774475

こいわらいの文庫化であるが60ページ分加筆している。登場人物とエピソードが増えている。

くすぶり亦蔵 秘剣こいわらい（2013年7月12日、講談社）ISBN 978-4062776080

くすぶり亦蔵の文庫化

まぼろしのパン屋（2015年9月4日、徳間書店) ISBN 978-4-19-893997-7

舞台：神奈川大和市　東京渋谷

朝から妻に小言を言われ、満員電車の席とり合戦に力を使い果たす高橋は、どこにでもいるサラリーマン。しかし会社の開発事業が頓挫して責任者が左遷され、ところてん式に出世。何が議題かもわからない会議に出席する日々が始まった。そんなある日、見知らぬ老女にパンをもらったことから人生が動き出す。 

ホルモンと薔薇（文庫：まぼろしのパン屋に収録）

舞台：神戸元町

元町高架下商店街の焼肉屋の春子は、自転車で「モツ（小腸）」を配達中、かっぱらいどろぼうのバイクに遭遇、腸を投げつけて逮捕に協力する。
腸フェチの外科医、薔薇を配達する自衛隊員、神戸の不思議な人情物語。

こころの帰る場所（文庫：まぼろしのパン屋に収録）

舞台：姫路

ヤンキー最悪地区の姫路で族を張っていた若者は、寂しい母子家庭の暮し。
刑事に諭され、母親に泣きつかれ、いやいやながらも列車の車掌として就職し、
偶然にも人助けをしたことで大人になっていく。若者の卒業物語。

さくらんぼ同盟（2016年3月15日、講談社) ISBN 978-4062933414

舞台：東京板橋

人間の体内から摘出されたさくらんぼ大の腫瘍が、究極の美味だったことから始まる大騒動。食通の街金社長が美味に狂い、警察、検察、新宿歌舞伎町の中国マフィアを混乱に落とし込む。さまざまな病気を抱え、悲嘆にくれる人間達が、「さくらんぼ」のお陰で幸せをつかむ。ファンタジーサスペンス。

さすらいのマイナンバー（2016年11月15日、徳間書店) ISBN 978-4198941680

舞台：神戸元町、長田（まぼろしのお好み焼きソース前編）

小さな郵便局に勤める青年。外回りの仕事にマイナンバーの書類を配布する仕事が加わるが、地元は配達困難家庭が多い地区。耳が聞こえないふりをする頑固な老婦人、包丁飛び交う夫婦げんか、ヤクザ親分の自宅。とはいえ給料は安い。小遣い稼ぎにと頼まれて、ATMから金を引き出すことになるが、とんでもない詐欺にかかわることになってしまう。

まぼろしのお好み焼きソース（2016年12月15日、徳間書店) ISBN 978-4198941796

舞台：神戸長田（さすらいのマイナンバーを前編として第4章からはじまる）

夫婦二人でソースを作っていた町工場。奥さんの体調不良と借金がかさんで倒産の危機。神戸の下町を舞台に、様々な職種の人たちが絡み合いながら、工場を再建する。神戸の抗争事件に関わらざるをえない極道組織も、街の人たちとのふれあいの中、あらたな人生へ踏み出していく。おいしいソースの香りにまみれる下町人情小説。

アンフォゲッタブル（2019年4月15日、徳間書店) ISBN 978-4198944605

ひょうご本大賞2023受賞作品

舞台：神戸

プロのジャズミュージシャンを目指す栞は、生活のために保険の外交員をしている。ある日、潜水艦の設計士を勤め上げたという男の家に営業に行くと、応対してくれた妻と、ジャズの話題で盛り上がり、自分が出るライブに誘った。そのライブで彼女は安史と再会する。元ヤクザらしいが、凄いトランペットを吹く男だ。
様々な環境の人たちが、日本で最初にジャズバンドが生まれた街で、ジャズをきっかけに知り合い、神戸の再開発を巡る騒動に巻き込まれながら、逞しく生きていく姿を描く。

スマイル（2021/11/10 mana：AMAZON DIRECT） ISBN 9798760127761 ASIN B09LGLGK5S

舞台：東京、ロサンゼルス

アイスホッケー女子日本代表「スマイルジャパン」に架空の選手「アン」を加えて進む。アメリカでアイスホッケーに出会った「アン」はジュニアを経て全米大学選手権で活躍する。日本代表はアンを帰国させるがソチは全敗、所属する事になった社会人チームもリンク閉鎖の危機。女子アスリートの生活は挫折だらけ。しかし人生は奇なもの。予想だにしない話が展開してゆく。舞台は日本、アメリカ、オリンピックへ。夢と希望を紡ぐアスリートの冒険物語。日本の巨大企業や試合をコントルールしようとするギャンブラー、歴代の名選手たち、ハリウッドの映画スター、フリーメイソンも登場する。

鎌倉の怪人（web小説）　福富書房にて前半を無料公開

舞台：鎌倉

日本万国博覧会が開催され、三島由紀夫が割腹し、赤軍派に日航機よど号が乗っ取られた昭和４５年頃、北鎌倉は今にもまして静かな街であった。ある日北鎌倉駅に勤務する駅員の青年が、崖の内側から奇妙な物音がするのを聞く。

万延元年のニンジャ茶漬け（2023年2月8日、徳間書店) ISBN 978-4198948238

舞台：アメリカ　フィラデルフィア、ワシントンDC、紀州

アメリカの南北戦争で傑出した活躍をし、あるいは奇談を引き起こした海軍少将サムエル・スイード・デュラン。名家の出身で偉丈夫の彼は、なんとニンジャに憧れていた！　折しも、遣米使節団が立ち寄ったボルチモアで、村垣淡路守の摩訶不思議な挙動に惹きつけられていく。西洋文明に取って、未知な国ニッポン。異文化交流で起きる奇妙な勘違いが友情を生む

太秦の次郎吉（万延元年のニンジャ茶漬けに収録) 
舞台：京都　京都国民文化祭ノベルなび「祇園森良扇子賞」受賞作

京都で捕まったどろぼうに接見した女性弁護士は、彼の素性を探ると……。

鈴蘭台のミモザ館（万延元年のニンジャ茶漬けに収録) 
舞台：神戸鈴蘭台

さいたま出身だが、京都に憧れ大学に通ったのに、就職で神戸に住むことになった女性に巻き起こる騒動

竜馬ときらり（2023年4月10日、神戸新聞出版センター) ISBN 4343011917
ISBN 978-4343011916

舞台：現代、昭和、幕末の神戸

幕末、昭和、令和の三つの物語が、一つの”夢”を生み出す。
時空を越えた不思議な歴史ドラマ

すたこらさっさっさ（2024年5月10日、徳間書店) 
ISBN　4198949433

舞台：現代、平成、昭和の大阪

菅原道真からはじまる梅田の歴史は、阪急を創設した小林一三、紀伊國屋書店をつくった田辺茂一へ受け継がれた。
令和のいま、茂一の座敷わらしが、大阪らしい予想外の展開を繰り広げているのを見ている。
祖祖母、父、娘の三代と、運命の縁でつながった人たちが、大阪梅田、西成、京都祇園を舞台に、虚実入り交じって描かれる、ちょっとあったかい物語。

### テレビドラマ
- こいわらい（2010年、NHKワンセグ2、Eテレ）

### デザインビジネス関係
コミュニケーションデザイン開発
鉄道会社「スキマモリ」クリエイティブ開発ほか

### デザイン教育関係
大阪公立大学　文学研究科　客員教授（心理学専攻）
大阪芸術大学短期大学部　客員教授（デザイン美術学科）
大阪市立デザイン教育研究所　非常勤講師（デザインストラテジー、トレンド講座）
武庫川女子大学経営学部　非常勤講師（ファッションビジネス、ヴィジュアル・マーケティング）
青山学院大学総合文化政策学部　協力教員（エリア文化論）

### 受賞
「アンフォゲッタブル」　ひょうご本大賞2023

「太秦の次郎吉」　京都金の扇子賞

### ほか
神戸市文化芸術推進ヴィジョン策定懇話会委員　2019年8月〜